# Petrus Canisius Jean van Lierde
Petrus Canisius Jean van Lierde (Hasselt, 22 aprile 1907 – Roeselare, 12 marzo 1995) è stato un vescovo cattolico belga.

## Biografia

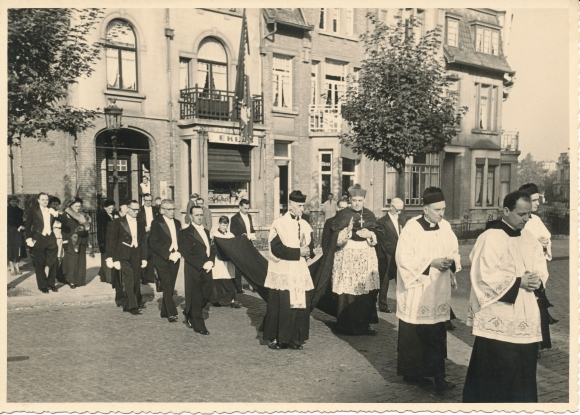
Van Lierde in cappa magna.

Nasce in Belgio da una famiglia olandese, entra nell'Ordine di Sant'Agostino e riceve l'ordinazione presbiterale il 30 maggio 1931.
Il 13 gennaio 1951 papa Pio XII lo nomina vescovo titolare di Porfireone con l'incarico di vicario generale di Sua Santità per la Città del Vaticano.
Riceve la consacrazione episcopale il 25 febbraio 1951 dalle mani del cardinale Giuseppe Pizzardo.
Collegato a questo incarico vi era (fino al 1991) anche quello di Sacrista del Palazzo apostolico ed è in questa veste che nel 1958 somministra il sacramento dell'estrema unzione a Pio XII e nel 1963 a Giovanni XXIII.
È anche vicario del cardinale Federico Tedeschini, arciprete della Basilica di San Pietro in Vaticano.
Con il Motu Proprio Pontificalis Domus del 28 marzo 1968, Paolo VI abolisce la figura del Sacrista, i cui compiti vengono compresi nell'ufficio di Vicario Generale di Sua Santità per la Città del Vaticano.
Il 14 gennaio 1991, a quarant'anni esatti dalla sua nomina, dopo essere stato al servizio di cinque pontefici (Pio XII, Giovanni XXIII, Paolo VI, Giovanni Paolo I e Giovanni Paolo II), si ritira per raggiunti limiti di età.
Quello stesso giorno, Giovanni Paolo II, con un proprio chirografo, affida la cura pastorale della Città del Vaticano all'Arciprete pro tempore della Basilica Vaticana, mentre i compiti già legati all'ufficio di Sacrista del Palazzo apostolico vengono assegnati al Maestro delle Celebrazioni Liturgiche del Sommo Pontefice.
Muore il 12 marzo 1995 a Roulers in Belgio, a 87 anni, e viene sepolto nel convento agostiniano di Eindhoven.

## Opere
- Dietro il portone di bronzo: il governo centrale della Chiesa, Roma, Coletti, 1961.

## Genealogia episcopale
La genealogia episcopale è:
- Cardinale Scipione Rebiba
- Cardinale Giulio Antonio Santori
- Cardinale Girolamo Bernerio, O.P.
- Arcivescovo Galeazzo Sanvitale
- Cardinale Ludovico Ludovisi
- Cardinale Luigi Caetani
- Cardinale Ulderico Carpegna

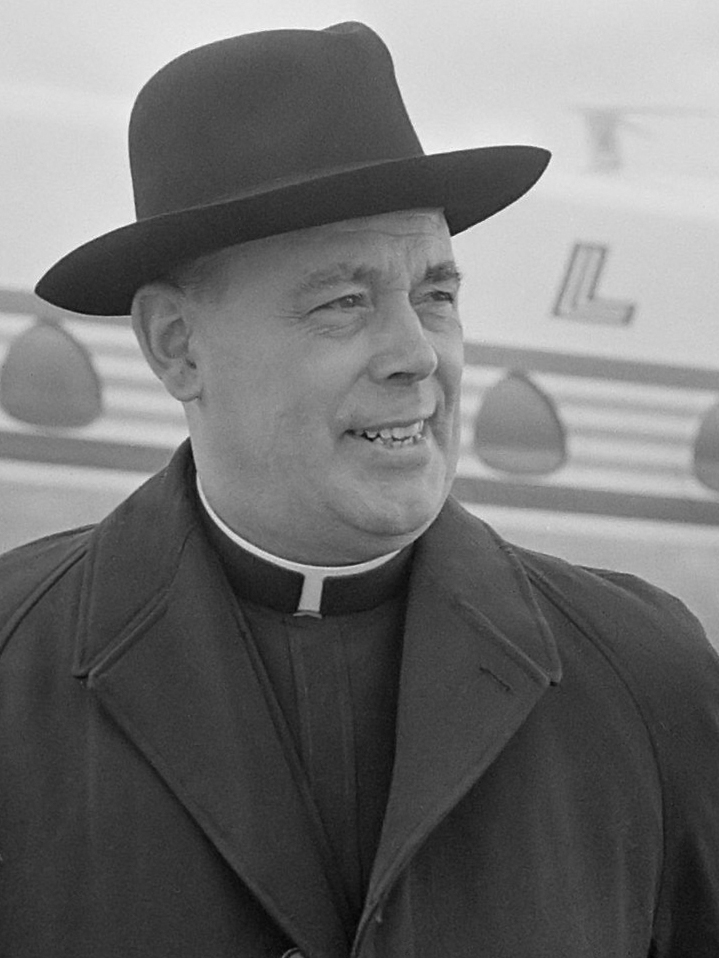

- Cardinale Paluzzo Paluzzi Altieri degli Albertoni
- Papa Benedetto XIII
- Papa Benedetto XIV
- Papa Clemente XIII
- Cardinale Marcantonio Colonna
- Cardinale Giacinto Sigismondo Gerdil, B.
- Cardinale Giulio Maria della Somaglia
- Cardinale Carlo Odescalchi, S.I.
- Cardinale Costantino Patrizi Naro
- Cardinale Lucido Maria Parocchi
- Papa Pio X
- Papa Benedetto XV
- Papa Pio XII
- Cardinale Giuseppe Pizzardo
- Vescovo Petrus Canisius Jean van Lierde, O.S.A.